# Kjeld Thorst
Kjeld Thorst (født 13. maj 1940 i Øster Svenstrup) er en tidligere dansk landsholdsspiller i fodbold, hvis primære position på banen var i angrebet.

## Spillerkarriere
Han begyndte at spille fodbold for Skovsgaard Boldklub (Han Herred), som han blev hos gennem hele sin ungdom. Han startede sin seniorkarriere allerede som 16-årig hos Ranum IF i Serie 1, før han som 20-årig kom til AaB på foranledning af sin studiekammerat på Ranum Seminarium Heini Hald. Han debuterede for AaB i 2. division (daværende næstbedste række) den 30. april 1961 i en kamp mod Odense KFUM, som blev vundet 4-3, hvor han scorede tre af målene. Med AaB vandt han DBU's Landspokalturnering i 1965/66-sæsonen, da holdet besejrede Kjøbenhavns Boldklub med 3-1 i finalen efter forlænget spilletid i Københavns Idrætspark. Han sluttede seniorkarrieren hos AaB efter 265 kampe og 78 mål, hvilket gør ham til en af de mest scorende spillere gennem tiden for AaB.

Han debuterede som 23-årig på A-landsholdet den 15. september 1963 i en udebanekamp (NM 1960-63 turneringen) mod Norge på Ullevål i Oslo, hvor han desuden scorede sit første landskampmål i 1. halvleg. Han blev dermed den første AaB-spiller på landsholdet siden Egon Johansen i 1947 (debut i 1940). I sit første år scorede Thorst 5 mål i 7 kampe (5 mål efter 5 kampe), mens han i de sidste 21 landskampe kun scorede 1 enkelt mål. Thorst er en af de få landsholdsspillere, som har scoret i det 1. minut. Han scorede sit (og et af landsholdets) hurtigste mål i en landskamp mod Rumænien efter blot 20 sekunders spilletid. På landsholdet spillede han højre innerwing og repræsenterede AaB gennem hele sin landsholdskarriere. Han nåede desuden at være anfører i en enkelt kamp i 1966.
Efter sin spillerkarriere trænede han Sulsted IF's førstehold, hvorefter han fortsatte som træner for AaB's førstehold i 2 år (1975-1976). Efterfølgende var han leder i klubben i fire år, hvor hans søn, forsvarsspilleren Søren Thorst, nåede at spille 375 kampe. På grund af hans indsats for AaB valgte AaB's officielle fanklub, AaB Support Club, ham til "Århundredes AaB'er".